# Werder Bremen
El Werder Bremen (en alemán: Sportverein Werder Bremen von 1899 e. V., pronunciado /ˈvɛʁdɐ ˈbʁeːmən/ (escucharⓘ), Bremen de manera abreviada) es una entidad deportiva profesional de la ciudad de Bremen, Alemania. Fue fundado el 4 de febrero de 1899, y es uno de los clubes alemanes más laureados e históricos en el país, conocido por su sección de fútbol profesional. Cuenta con 40.376 socios. Disputa sus partidos como local en el Weserstadion, viste camiseta verde con pantalón blanco y medias verdes. Participa en la 1. Bundesliga, la primera división alemana.
El Werder Bremen ha ganado la Bundesliga en cuatro ocasiones (1964-65, 1987-88, 1992-93 y 2003-04), la Copa de Alemania en seis ediciones (1960-61, 1990-91, 1993-94, 1998-99, 2003-04 y 2008-09) siendo el club que más veces la ha conseguido por detrás del club Bayern Múnich, la extinta Copa de la Liga de Alemania en una ocasión, y la Supercopa de Alemania en cuatro ocasiones. El último título obtenido fue la Supercopa de Alemania en 2009, título que disputaron por haber ganado previamente la Copa de Alemania el mismo año. No obstante, su mayor éxito notorio nacional tuvo lugar en 2004, cuando lograron hacer un histórico doblete al proclamarse campeones tanto de Liga como de Copa.
En Europa, ganaron la Recopa de Europa en 1992 y la Copa Intertoto en la edición 1997-98. Disputaron la final de la Liga Europa de la UEFA 2008-09, que perdieron en la prórroga ante el Shaktar Donetsk.
El rival tradicional de Werder Bremen es Hamburgo, con quien disputa el Derbi del Norte de Alemania. También mantiene un enfrentamiento con Bayern de Múnich, el equipo más exitoso del país.
Su máximo goleador histórico es el futbolista peruano Claudio Pizarro con 153 goles.

## Historia

### Primeros años hasta la Segunda Guerra Mundial

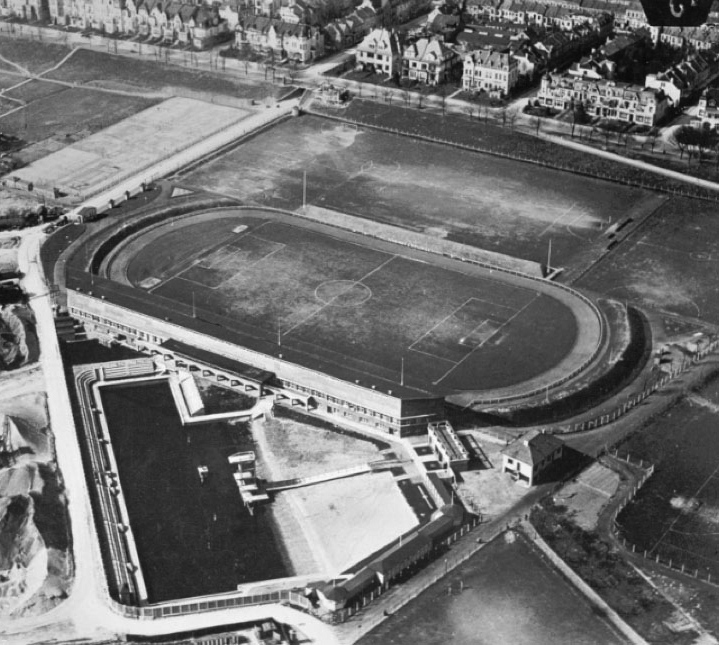
El Weserstadion, por entonces ATBS-Kampfbahn, en 1928.

El S.V. Werder Bremen, conocido anteriormente como FV Werder, el 4 de febrero de 1899, escolares de 16 años de círculos comerciales fundaron el club de fútbol Werder von 1899, un club de fútbol puro, precursor del actual SV Werder Bremen. Habían ganado un balón de fútbol en una competición de juego de la soga y jugaron con él por primera vez en Stadtwerder, lo que sentó las bases para el FV Werder Bremen y su nombre. Ya en diciembre de 1899, el FV Werder se unió a la Asociación de Fútbol de Bremen. En los primeros años, solo los hombres pudieron convertirse en miembros que tuvieran una educación superior o que pudieran obtener una mayoría de dos tercios en la junta, disputó su primer partido oficial el 10 de septiembre de 1899 ante el ahora extinto ASC Bremen, llevándose la victoria por 1-0. Ya en 1900 el Werder Bremen estaba representado en Leipzig por la Asociación Federación Alemana de Fútbol (conocida en alemán como Deutscher Fußball Bund). El club consiguió más tarde algunas victorias en pequeños torneos y campeonatos locales. El Werder Bremen formó parte de los partidos clasificatorios para disputar el Norddeutscher Fußball Verband, una de las grandes ligas regionales antes del cambio de siglo. No obstante, no consiguieron el pase final. Además, se convirtió en el primer club futbolístico que cobró entrada a los espectadores para poder asistir a los partidos.
En abril de 1914 el club pasó a ser parte de Allegemeiner Bremer Turnverein y cambió de nombre oficial por un breve periodo de tiempo a Sportabteilung Werder des ABTV. La relación sin embargo fue corta y en menos de dos meses el Bremen decidió continuar como club independiente.
Siguió creciendo como equipo después de que tuviese lugar la Primera Guerra Mundial, y dicho éxito les llevó a acoger también la práctica de otros deportes y a adoptar su nombre definitivo: Sportverein Werder Bremen. Pese a la inclusión de otras prácticas, el fútbol siguió siendo el principal interés del club y en 1922 se convirtieron en el primer equipo alemán que contrató a un entrenador profesional. El Werder Bremen realizó apariciones regulares en la Norddeutscher Fußball Verband durante los años veinte y principios de los treinta, pero no alzó ningún título ni obtuvo ningún éxito destacable.

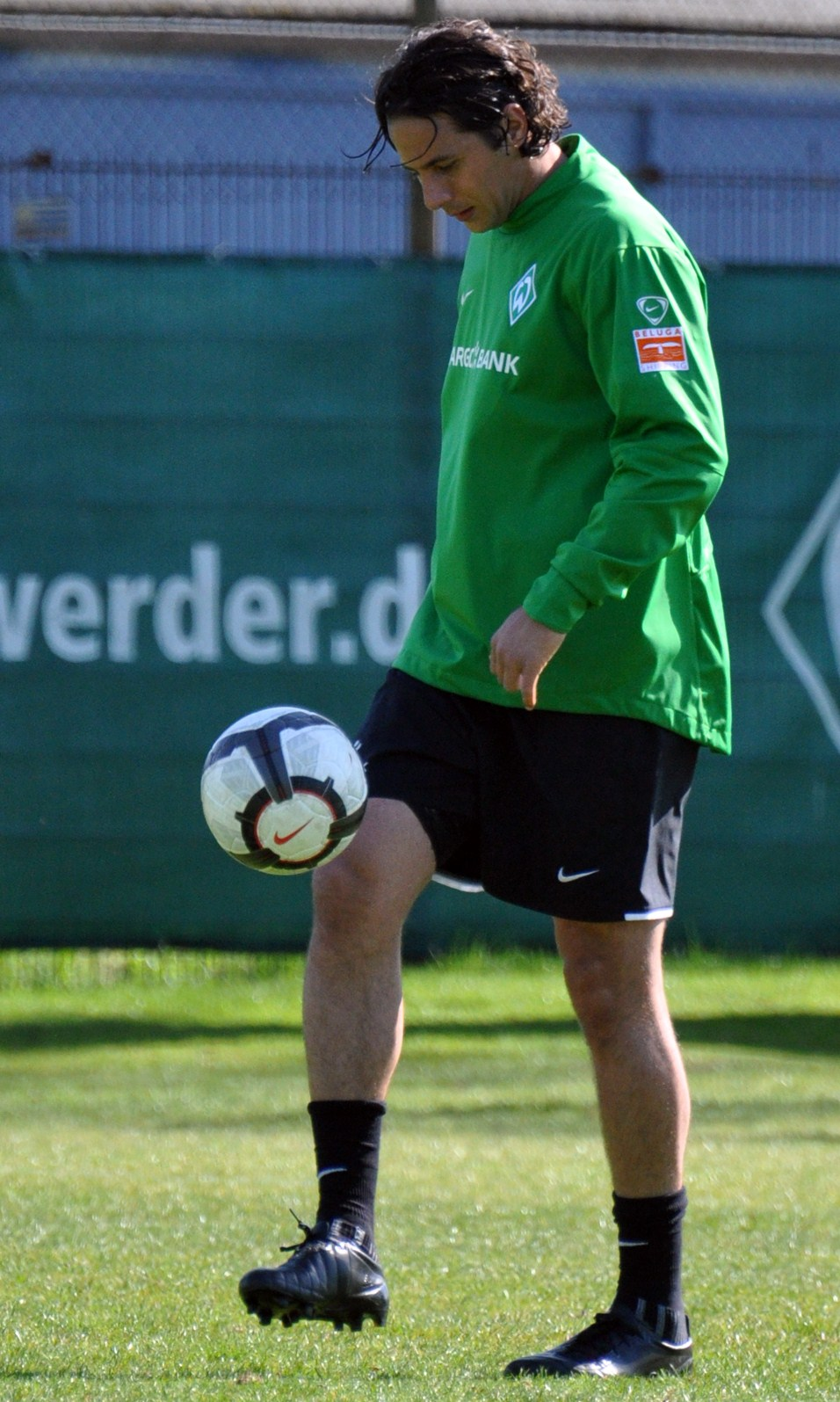
Claudio Pizarro segundo goleador extranjero de la Bundesliga y figura del club.

Con la proclamación del Tercer Reich en 1933 el fútbol alemán pasó a estar dividido en dieciséis ligas conocidas como Gauligen. El Werder pasó entonces a disputar la liga correspondiente a la Baja Sajonia. Fue entonces cuando el club obtuvo sus primeros triunfos con la consecución de los títulos de liga en 1933-34, 1935-36, 1936-37 y 1941-42 consiguiendo así disputar por primera vez los play-offs de la competición nacional.
Con la llegada de la Segunda Guerra Mundial la contienda internacional se situó en territorio alemán las Gauligen comenzaron a hacerse más locales. La Gauliga Niedersachsen pasó a ser Gauliga Niedersachsen/Nord y Weser-Ems/Bremen Gauliga durante los dos próximos años. La temporada de 1944-45 fue interrumpida cuando el Werder sólo había disputado dos partidos.

### Trayectoria histórica
La Regionalliga Nord fue la 2.ª categoría del fútbol alemán de 1963-1974. De 1973 a 2008 fue la tercera categoría del fútbol alemán por la creación de la 2. Bundesliga y desde 2008 pasó a ser la 4.ª categoría del fútbol alemán por la creación de la 3. Liga.

### 1945-1963: Período de posguerra y la Oberliga Nord
Al igual que otras organizaciones en toda Alemania el club fue disuelto tras la victoria aliada en la guerra y la ocupación alemana. En noviembre de 1945 sin embargo lograron reconstruirse como equipo bajo el nombre de Turn-und Sportverein Werder Bremen 1945, que cambiaría de nuevo en febrero de 1946 a SV Grün-Weiß 1899. El equipo disputaría la Bremen Stadtliga, de la que se proclamaría campeón para después formar parte del campeonato alemán del Norte, llegando hasta los cuartos de final. Por último, lograron retomar el nombre de Sportverein Werder Bremen de forma definitiva en marzo de 1946 antes de que los play-offs llegasen a disputarse.

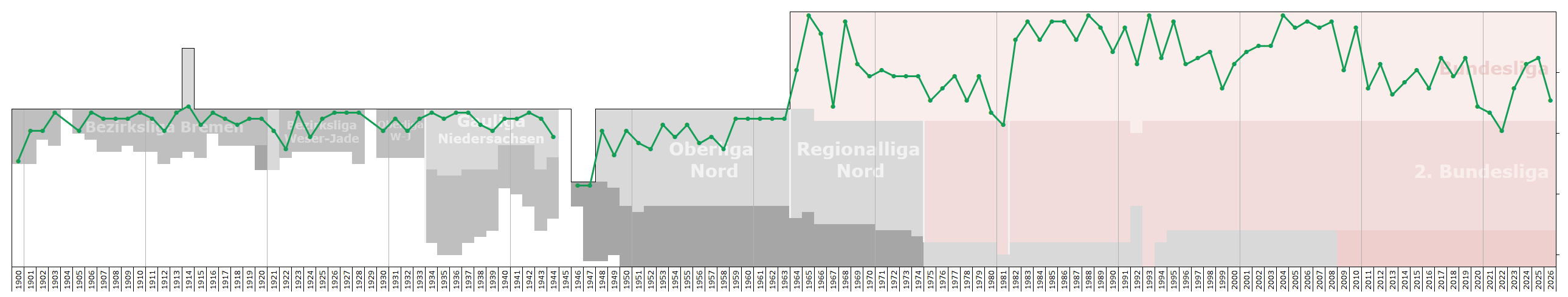
Gráfica histórica del desempeño de la liga de Werther.

Además, en el tiempo que pasó entre el fin de la guerra y la fundación de la Bundesliga en 1963 el Werder Bremen estaba reconocido como el gran club de fútbol del norte del país junto con el Hamburgo. En 1961 obtuvieron su primera victoria en la Copa de Alemania, y su actuación fue lo suficientemente buena como para ganarse una plaza como miembro fundador de la Bundesliga, que ganarían en su segundo año disputándola.
En la temporada 1967-68 acabaron en la segunda posición, pero su actuación en la competición fue bajando de nivel y durante los años venideros pasarían a ocupar puestos de mitad de tabla.

### 1971-1980: "Once millones" y declive progresivo
Después de que el Bremen se mantuviera en temporadas mediocres, el club lo intentó en la temporada 1971-72 en una demostración de fuerza como el llamado "Millón once" con el apoyo financiero de la economía de Bremen y la ciudad de Bremen, así como camisetas en el color rojo del estado de Bremen. Sin un concepto claro y sin consulta entre el entrenador y la dirección del club, muchas estrellas de la Bundesliga fueron dirigidas al Weser con ofertas salariales elevadas. No se produjo un cambio de Günter Netzer porque también había solicitado la adquisición de la entonces revista de estadios Werder-Echo. El trasfondo de estas compras, que sufrió económicamente el Werder años después y que en casi todos los casos nunca dio sus frutos, fue la decisión de suprimir el límite de transferencia de 100.000 marcos alemanes para la próxima temporada, que todavía estaba en la Copa de Alemania en la temporada 1971-72. Fue consagrado en los estatutos, que el éxito que Werder quería imponer no se materializó. Esta temporada cuatro entrenadores estuvieron activos en Bremen y al final de una temporada en la que el conjunto estrella que no coincidía entre sí solo pudo brillar en raras excepciones, la caída culminó con el descenso a la 2. Bundesliga por primera y última vez en la temporada 1979-80 después de haber finalizado decimoséptimos.

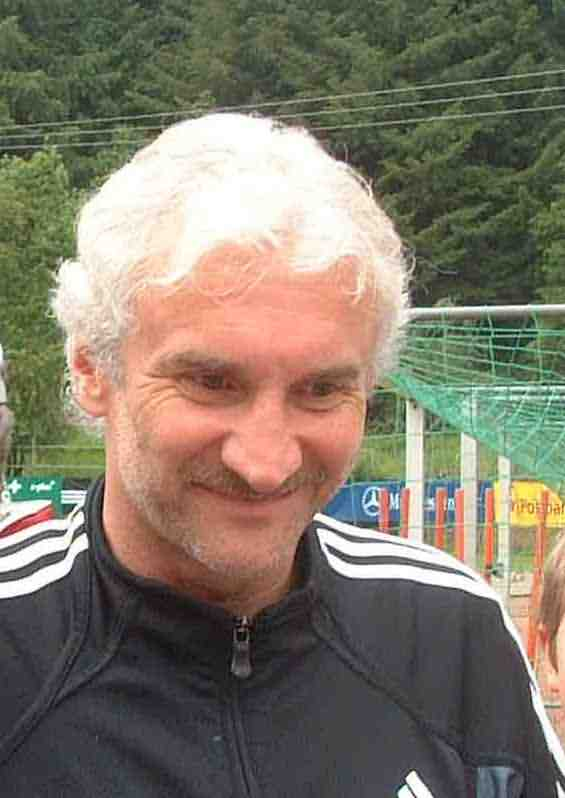
Rudi Völler, 2004.

El equipo logró recuperarse bajo la dirección técnica de Otto Rehhagel, quien lideró al equipo de forma realmente exitosa: Entre 1982 y 1987 el Werder Bremen jugó un fútbol ofensivo atractivo y logró un lugar entre los cinco primeros de la tabla seis veces seguidas, participando así en la Liga de Europa de la UEFA; sin embargo, esta vez se mantuvo sin una victoria significativa en el título. La penúltima ronda perdonó a Michael Kutzop contra el Bayern de Múnich en el minuto 88 después de "dos minutos" Störmanövern al poste disparó una mano Penalti, con el que el título del campeonato podría haberse asegurado pronto. Rehhagel con el Bremen obtuvieron subcampeonatos de liga en 1982-83, 1984-85, 1985-86 (solo por diferencias de goles), y campeones en 1987-88; finalistas de la Copa de Alemania en 1989 y 1990 y campeones en 1991.

### 1987 a 1995: títulos y éxitos
A todo ello se le sumó el mayor éxito obteniendo la victoria en la Recopa de Europa en 1992 con el neozelandés Wynton Rufer como goleador del torneo. En 1993 el Werder obtuvo una vez más la Bundesliga y al año siguiente su tercera Copa de Alemania. Otto Rehhagel dejó el club en junio de 1995 para entrenar al Bayern Múnich.
La partida de Rehhagel se hizo notar rápidamente en el club, que tras ser dirigido por varios entrenadores distintos (Aad de Mos, Dixie Dörner, Wolfgang Sidka y Felix Magath) pasó a estar en una situación crítica. En mayo de 1999 firmó como entrenador el exdefensa Thomas Schaaf, quien detuvo la crisis del Werder Bremen e hizo al equipo ganar la Copa tan solo una semanas después.

### Nuevo milenio, nuevos títulos

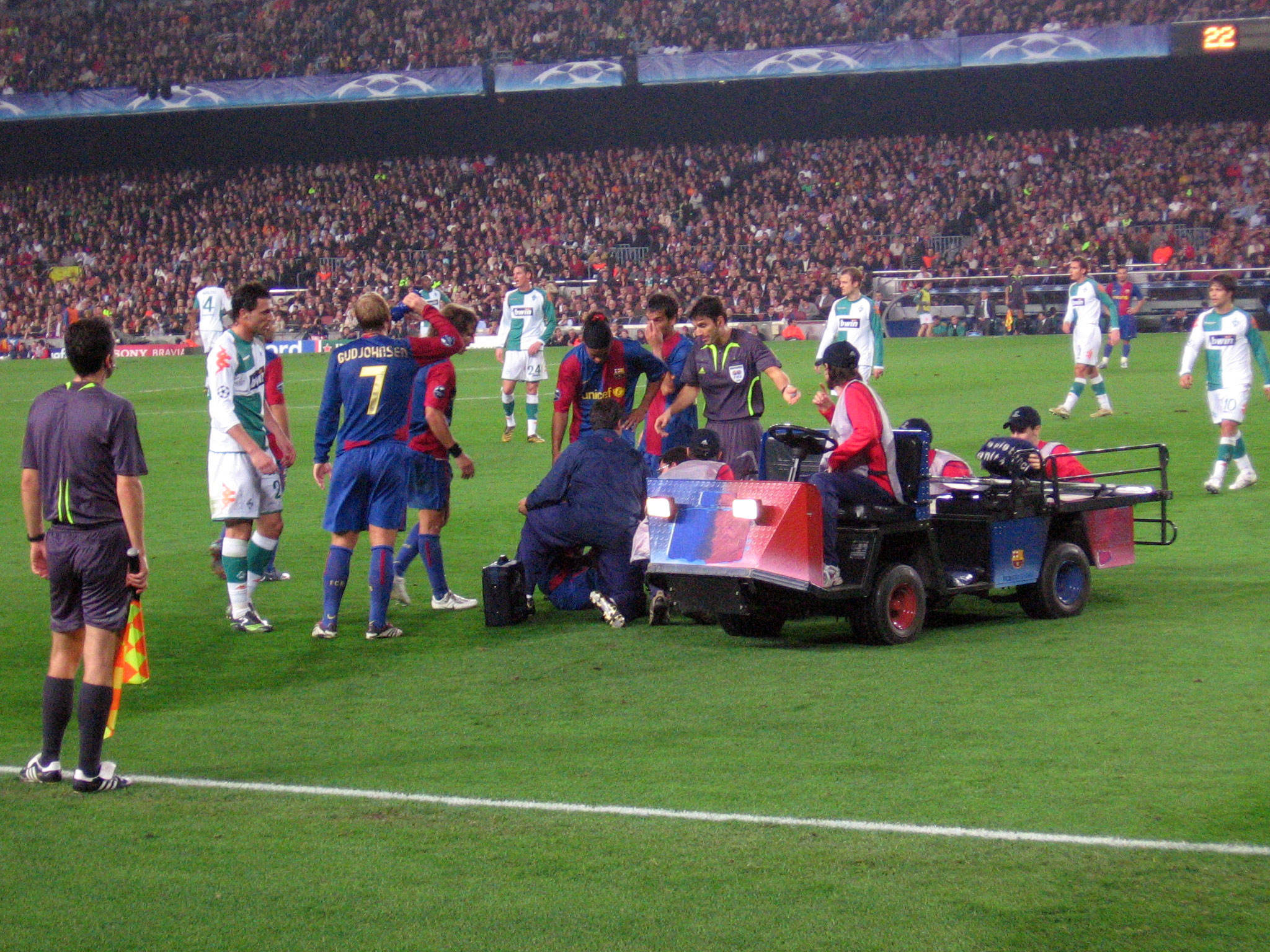
El Bremen y el Barcelona, en Liga de Campeones 2006-07.

Así, tras la llegada de Schaaf el rendimiento del equipo se estabilizó en las siguientes temporadas, pasando a ocupar siempre puestos en la mitad superior de la tabla. La recuperación y consolidación definitiva llegó en 2004, cuando ganaron la Bundesliga y la DFB-Pokal consiguiendo un doblete histórico. La clasificación en liga les permitió además disputar el año siguiente la Liga de Campeones de la UEFA 2004-05, en la que avanzaron hasta octavos de final, donde fueron eliminados por el Olympique Lyon. Pese a todo, lograron también calificarse para la edición 2005-06 tras haber obtenido la tercera posición en la tabla de liga, en el mismo año en el que obtuvieron la Copa de la Liga de Alemania en el Zentralstadion tras imponerse al Bayern Múnich por 2-0. No obstante, volvieron a ser eliminados de la competición continental en octavos, esta vez por la Juventus.

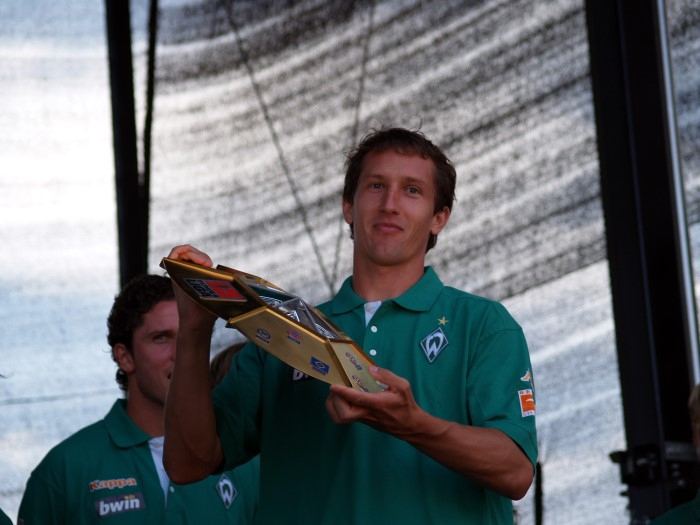
Frank Baumann con la Copa de la Liga de Alemania en 2006.

La temporada siguiente aseguraron su tercera participación consecutiva en la competición europea tras acabar el año segundos. Después de la temporada 2006-07 el equipo acabó tercero detrás del VfB Stuttgart y el Schalke 04, pero esta vez obtendrían el pase a la Copa de la UEFA por la tercera plaza obtenida en la fase de grupos de la Champions League. Al finalizar la temporada el delantero estrella del Werder Bremen Klose se marchó al Bayern de Múnich. 

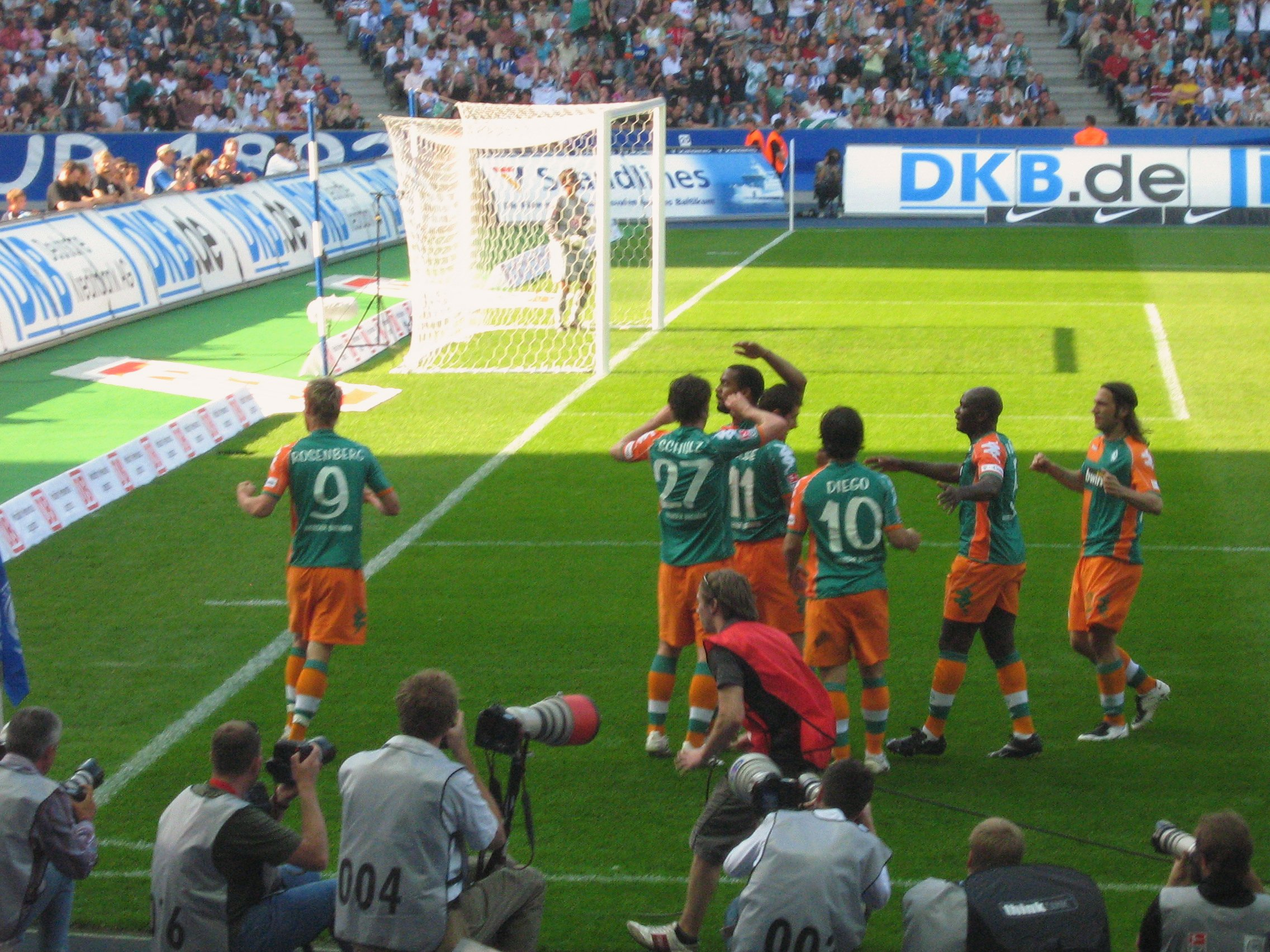
El Werder Bremen en el año 2007.

En la temporada 2008-09 pese a haber finalizado décimos en la liga llegaron a la final de la Copa de la UEFA, que perderían en el Estadio Şükrü Saracoğlu ante el Shaktar Donetsk en el tiempo de descuento; y a la final de la Copa de Alemania, que acabarían ganando al Bayer 04 Leverkusen gracias a un gol del mediocampista alemán Mesut Özil en la segunda parte del encuentro. Por tanto también disputaron el mismo año la Supercopa de Alemania, que ganarían al vigente campeón de la Bundesliga el VfL Wolfsburgo en el Volkswagen-Arena con tantos de Mertesacker y Clemens Fritz.
En la temporada 2011-12 finalizan la Liga en la 9ª posición quedando, otra vez, fuera de puestos de clasificación para copas europeas. Al comienzo de la temporada 2012-13 obtienen por primera vez la Liga Total Cup disputada en Hamburgo, en las semifinales del torneo eliminaron, en la tanda de penales luego de haber empatado en dos goles, al Bayern de Múnich y en la final derrotaron, también en penales, al Borussia Dortmund luego de haber empatado el partido a tres goles. Su debut en esta temporada será precisamente ante el Borussia Dortmund en el Signal Iduna Park, en el partido que inaugure la nueva temporada.
A principios del 2013, el 7 de enero estuvo en la Tuttur Cup en el cual constaba de un cuadrangular, en el que Werder Bremen derrotó a Trabzonspor con un 2-0 con goles de Aaron Hunt y Nils Petersen, y así avanzó a la final la cual ganó contra el VfL Wolfsburgo con un marcador de 2-1 con goles de Marko Arnautović y Felix Kroos.

### Polémicas
Ewald Lienen es un exfutbolista del Arminia Bielefeld recordado sobre todo por su lesión el 14 de agosto de 1981, a los 20 minutos del partido. En un ataque por la banda izquierda, el cual el defensa del Werder Bremen, Norbert Siegmann, le intento quitar el balón, provocó una herida de 25 centímetros lo cual dejó ver parte del hueso de su pierna.
Conocido como la lesión más fuerte de toda la historia de la bundesliga.

### Declive y descenso
Durante la temporada 2019-20, deberían jugar el playoff contra FC Heidenheim para mantenerse en primera división y no descender. Finalmente, los play-offs terminaron con un resultado global de 2-2, donde Werder Bremen mantuvo la categoría por la regla del gol de visitante.
En la temporada 2020-21 el club no alcanzó los puntos necesarios para quedarse en la primera división de Alemania, por lo que descendió por segunda vez en su historia a la 2. Bundesliga tras perder 4-2 en casa ante el Borussia Mönchengladbach en la última fecha, quedando penúltimo con 31 puntos a dos puntos del FC Köln, que finalizó 16.º
En la temporada 2021 se dio la particularidad de que tanto el Werder Bremen como su clásico rival, el Hamburgo SV, dos clubes históricos de Alemania, se hayan enfrentado en segunda división.

### 2022: Regreso a la Bundesliga
Tras el fracaso de la anterior temporada, el 30 de mayo de 2021 siendo entrenador interino Thomas Schaaf confirmó su salida del conjunto al fallar en el objetivo de permanencia del club. Llegó a cargo de los Verdi-blancos Markus Anfang con el propósito de ascender, sin embargo la temporada 2021-22 inició de forma demasiada irregular pues después de 10 jornadas ocuparon el décimo lugar con 4 victorias, 2 empates y 4 derrotas; también fueron eliminados de la DFB-Pokal por el sorprendente VfL Osnabrück en primera ronda. Pero todo cambió cuando el entrenador falsificó su certificado de vacunación contra el Covid-19, lo que provocó una sanción directa de la Federación Alemana de Fútbol de esta forma abandonó el club el 19 de noviembre de 2021. Como reemplazo llegó Ole Werner el 28 de noviembre de 2021. Esto fue un cambio radical pues encarrilaron 10 partidos seguidos invictos ganando 9 de estos. Con el aporte del nuevo entrenador los de Bremen logran el ascenso al derrotar al Jahn Ratisbona en casa por 2:0, culminando subcampeones dos puntos detrás del Schalke 04. El fichaje de Marvin Ducksch fue clave para el retorno del conjunto de Bremen a máxima categoría pues anotó 21 goles en 33 partidos.

## Símbolos

#### Evolución histórica
|           |
| 1899-1911 |

|           |
| 1911-1924 |

|           |
| 1924-1929 |

|               |
| 1929-presente |

### Himno
Lebenslang Grün-Weiß (en español: Verde y blanco de por vida) es una canción compuesta por sus seguidores, es el himno del equipo del norte de Alemania cantado en el estadio de Bremen.

Was für ein Jahr, wir waren immer voll da
Und machten Unmögliches wahr
Wir lebten Fußball mit Herz und Verstand
Und spielten den Rest an die Wand
Hebt die Hände hoch, zeigt den Werder-Schal,
Wir sind Meister und hol'n den Pokal
Werder Bremen, lebenslang Grün-Weiß,
Wir gehör'n zusammen, ihr seid cool und wir sind heiß
Werder Bremen, unser Leben lang
Und der neue Deutsche Meister
Kommt wiedermal vom Weserstrand
Ganz Bremen ist im Grün-Weißen Bereich
Und Deutschland klatscht Werder Applaus
Im Weserstadion am Osterdeich,
Ist Fußball wieder zuhause
Hebt die Hände hoch, zeigt den Werder-Schal,
Wir sind Meister und hol'n den Pokal
Werder Bremen, lebenslang Grün-Weiß,
Wir gehör'n zusammen, ihr seid cool und wir sind heiß
Werder Bremen, unser Leben lang
Und der neue Deutsche Meister
Kommt wiedermal vom Weserstrand
[Kommentar]
Oh, Kahn unsicher, Klasnic, TOOOOOOR!!!
Ein Riesenpatzer von Olli Kahn
Und die Möglichkeit, und das TOOOOR,
TOOOOR durch Micoud
Ailton versucht den Kunstschuß und trifft
Es geht ja alles!
Und sie lassen ihn ziehen, sie lassen ihn schießen
Werder Bremen, lebenslang Grün-Weiß,
Wir gehör'n zusammen, ihr seid cool und wir sind heiß
Werder Bremen, unser Leben lang
Und der neue Deutsche Meister
Kommt wiedermal vom Weserstrand
[Kommentar]
Das Spiel ist aus: Der Deutsche Meister 2003/2004
Heißt Werder Bremen...
(Werder Bremen, Lebenslang Grün-Weiß)
Ja, ich grüß natürlich alle in Bremen
Ich denke, ihr in Bremen habt uns immerwieder unterstützt
Ich kann euch nur gratulieren zu der Saison,
Denn ihr wart auch Spitzenklasse als Fans
(Jaa)
Das ist doch der Wahnsinn
Werder Bremen, lebenslang Grün-Weiß! 
Werder Bremen, lebenslang Grün-Weiß!
Que año, siempre estuvimos ahí
 E hicimos realidad lo imposible
 Vivimos el fútbol con corazón y mente
 Y jugamos contra todos sin problemas
Levanta las manos, muestra la bufanda del Werder,
 Somos campeones y conseguimos el trofeo
Werder Bremen, verde y blanco de toda la vida,
 Pertenecemos juntos, eres genial y estamos calientes
 Werder Bremen, toda nuestra vida
 Y el nuevo campeón de Alemania
 Viene de la playa Weser otra vez
Todo Bremen está en la zona verde y blanca
 Y Alemania aplaude al Werder
 En el Weser Stadium de Osterdeich,
 El fútbol está de vuelta en casa
Levanta las manos, muestra la bufanda del Werder,
 Somos campeones y conseguimos el trofeo
Werder Bremen, verde y blanco de toda la vida,
 Pertenecemos juntos, eres genial y estamos calientes
 Werder Bremen, toda nuestra vida
 Y el nuevo campeón de Alemania
 Vuelve de la playa Weser otra vez
[Comentario]
 Oh, Kahn no está seguro, Klasnic, ¡¡¡GOOOOOL!!!
 Un gran error de Olli Kahn
 Y la posibilidad, y el GOOOOOL,
 GOOOOOL de Micoud
 Ailton intenta el tiro artístico y acierta
 ¡Todo es posible!
 Y lo dejaron apuntar, lo dejaron disparar
Werder Bremen, verde y blanco de toda la vida,
 Pertenecemos juntos, eres genial y estamos calientes
 Werder Bremen, toda nuestra vida
 Y el nuevo campeón de Alemania
 Viene de la playa Weser otra vez
[Comentario]
 Se acabó el partido: el campeón de Alemania 2003/2004
 Se llama Werder Bremen ...
 (Werder Bremen, verde y blanco de por vida)
 Sí, por supuesto, saludo a todos en Bremen.
 Creo que ustedes en Bremen siempre nos han apoyado
 Solo puedo felicitarlos por la temporada
 Porque también fueron fanes de primera
 (Sí)
 Eso es una locura
 Werder Bremen, verde y blanco de toda la vida! 
 Werder Bremen, verde y blanco de toda la vida!

## Indumentaria
En la fundación del S. V. Werder Bremen el uniforme estaba compuesto por camiseta verde, pantaloneta blanca y medias verdes.
- Marca deportiva actual: Hummel
- Uniforme titular: Camiseta verde, pantalón blanco y medias verdes.
- Uniforme alternativo: Camiseta blanca, pantaloneta verde y medias verdes.
- Tercer uniforme: Camiseta negra con imágenes de la ciudad y detalles rojos, pantaloneta negra y medias negras.

| Primero | (Ver evolución) | Actual |

### Proveedores y patrocinadores
| Período     | Proveedor                  | Patrocinador (pecho)            | Rama               | Patrocinador (manga)   | Rama    |
| ----------- | -------------------------- | ------------------------------- | ------------------ | ---------------------- | ------- |
| 1971–1974   | ——                         | Estado de Bremen                | Estado de Bremen   | Ninguno                | Ninguno |
| 1976–1978   | ——                         | Heristo                         | Pescado enlatado   | Ninguno                | Ninguno |
| 1978–1981   |                            |                                 | Cámaras            | Ninguno                | Ninguno |
| 1981–1984   |                            | Maquinas de oficina             |                    | Ninguno                | Ninguno |
| 1984–1986   | Trigema                    | Ropa deportiva                  |                    | Ninguno                | Ninguno |
| 1986–1992   |                            | Renovación de puertas y cocinas |                    | Ninguno                | Ninguno |
| 1992–1997   |                            | Seguros                         |                    | Ninguno                | Ninguno |
| 1997–2000   |                            | Telecomunicaciones              |                    | Ninguno                | Ninguno |
| 2000–01     |                            | Telecomunicaciones              |                    | Ninguno                | Ninguno |
| 2001–02     | ———                        | ———                             |                    | Ninguno                | Ninguno |
| 2002–2004   | Young Spirit               | Comercio de calzado             |                    | Ninguno                | Ninguno |
| 2004–2006   |                            | Descuento textil                |                    | Ninguno                | Ninguno |
| 2006–07     |                            | Apuestas Deportivas             |                    | Ninguno                | Ninguno |
| 2007–2009   | /                          | Servicios financieros           |                    | Ninguno                | Ninguno |
| 2009–2012   | /                          | Servicios financieros           |                    | Ninguno                | Ninguno |
| 2012–2018   | /                          | Servicios financieros           | Hermes (2016—2017) | Logística y mensajería |         |
| 2012–2018   | Avicultura y procesamiento |                                 | Hermes (2016—2017) | Logística y mensajería |         |
| 2018–Actual |                            | H-Hotels (2017—2019)            | Hotelería          |                        |         |
| 2018–Actual | Tou Tou (2019—presente)    | ——                              |                    |                        |         |

Notas:
- No fue hasta la década de 1970 cuando el club adoptó la incorporación de patrocinadores y publicidad en su uniforme. Hasta entonces las firmas o fábricas deportivas que confeccionaban la vestimenta no se encontraban patentes ni a la vista.
- A partir de la temporada 2016-17, el Bremen cuentan con patrocinio en su manga izquierda.

## Instalaciones

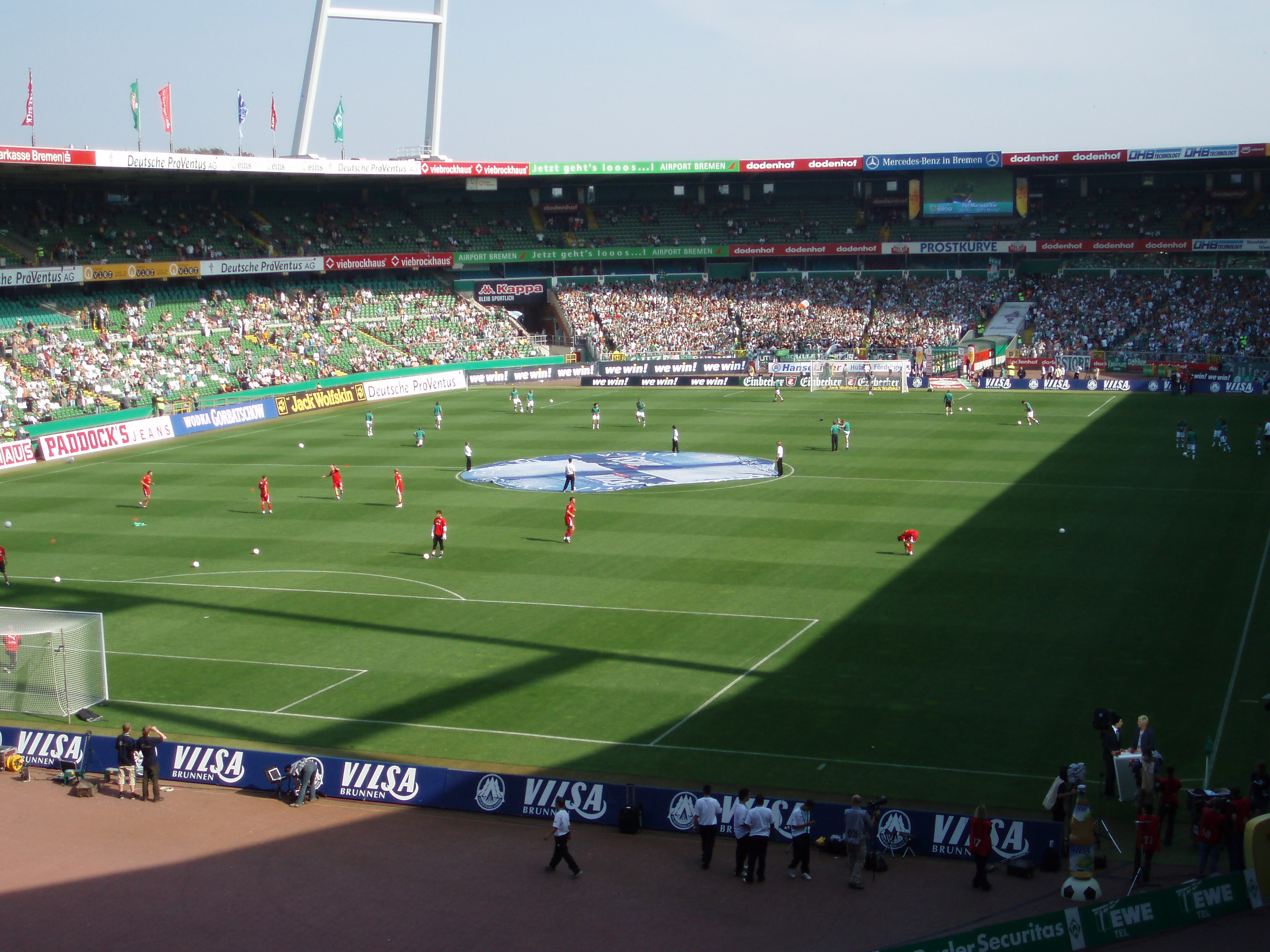
Interior del Weserstadion en 2006.

El Werder Bremen disputa sus partidos como local sobre el césped del Weserstadion, situado en Bremen cerca del río Weser. Fue inaugurado en 1909, y actualmente cuenta con una capacidad de 43.500 espectadores. Aunque puede acoger la práctica de otros deportes, el actual estadio se utiliza fundamentalmente para encuentros de fútbol. Fue un candidato para acoger partidos en la Copa Mundial de Fútbol 2006 disputada en Alemania, pero finalmente se rechazó la idea. También ha servido anteriormente como escenario para conciertos u otro tipo de espectáculos de ocio no deportivos. Es el caso por ejemplo de artistas como Metallica o Michael Jackson, que actuaron en él con anterioridad.

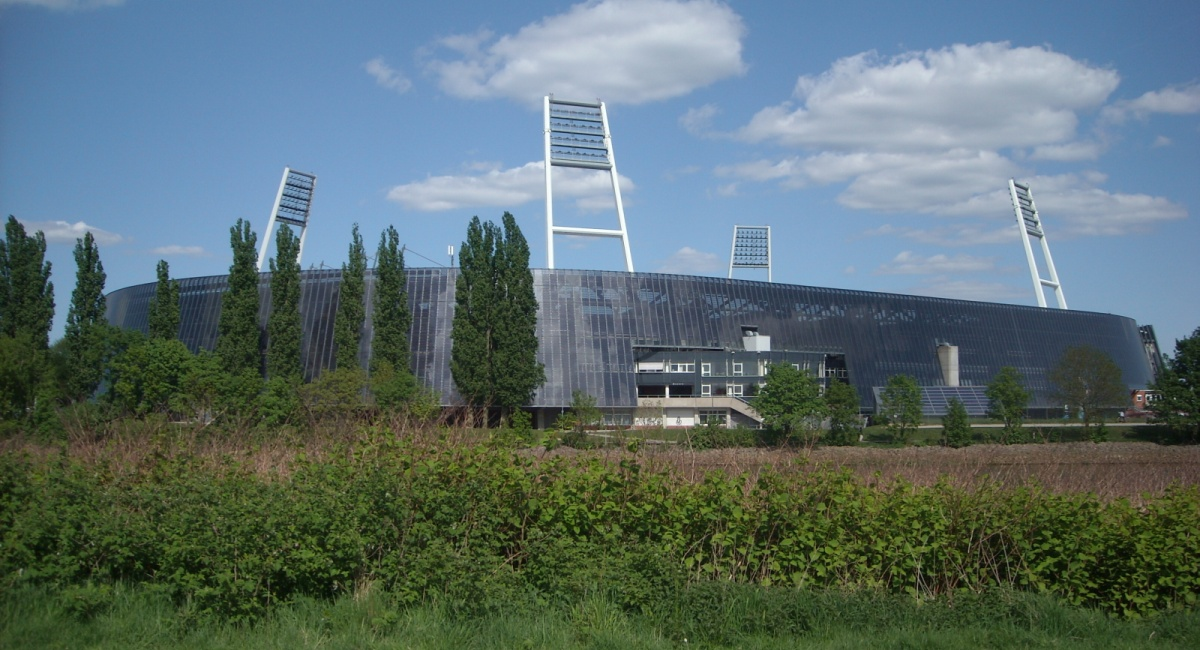
El estadio en mayo de 2011, con parte de la nueva fachada.

En este momento se están llevando a cabo obras de remodelación en el estadio. El objetivo es convertirlo en un espacio únicamente dedicado al fútbol: se van a acercar las gradas al campo de modo que los espectadores estén más cercanos al mismo, y por tanto se va a eliminar el espacio existente entre los asientos y el terreno de juego en los fondos, añadiendo también una tercera grada. También se cambiará el aspecto exterior y la actual fachada será reemplazada por una de aspecto más moderno utilizando para ello innovadoras células fotovoltaicas.
La Selección de fútbol de Alemania ha disputado encuentros oficiales en el Weserstadion anteriormente, la mayoría de ellos de carácter amistoso. El primero fue contra Irlanda en 1939 con un empate como resultado final, y el último contra Sudáfrica en 2005 en el que Alemania se impuso por 4-2. Para la fase clasificatoria de la Eurocopa 1980 el Weserstadion acogió el Alemania-Malta (8-0), y para la fase clasificatoria de la Copa Mundial de Fútbol de 1998 el Alemania-Ucrania (2-0).
En la zona norte del estadio se encuentra desde 2004 el Wuseum, el museo oficial del club en el que se exhibe el palmarés conseguido por el equipo a lo largo de su historia, así como carteles, fotografías y exposiciones dedicadas a los más importantes jugadores que hayan pasado por el Werder Bremen.
Además, el filial del equipo, el Werder Bremen II, disputa sus encuentros de 3.Liga en el conocido como Weserstadion Platz 11. Tiene una capacidad para 5.500 espectadores y está situado cerca del Weserstadion, y al igual que este también cuenta con pista de atletismo alrededor. Fue durante el Mundial de Fútbol 2006 el campo de concentración y entrenamiento de la Selección sueca.

## Datos del club
- Puesto histórico: 3º[28]
- Temporadas en Bundesliga: 57.
- Mejor puesto en la liga: 1.º (4 veces).
- Peor puesto en la liga: 17.º (1979-80), (2020-21).
- Temporadas en 2.Bundesliga: 2 (1980-1981 y 2021-2022)
- Mayor número de puntos en una temporada: 74 puntos (2003-04).
- Mayor número de goles en una temporada: 87 goles (1984-85).
- Mayor goleada a favor: Werder Bremen 11:1 BSC Grunhofe (1974-75).
- Mayor goleada en contra: Werder Bremen 2:9 Eintracht Frankfurt (1981-82).
- Jugador con más partidos disputados: Dieter Burdenski (581 partidos).
- Jugador con más goles: Claudio Pizarro (153 goles).
- Equipo filial: SV Werder Bremen II.
- Socios: 40.376 (2020).
- Asistencia media: 40.604 (2019-20).

## Registros

#### Más presencias en el club
| #  | Futbolista           | Partidos | Goles | País     |
| -- | -------------------- | -------- | ----- | -------- |
| 1  | Dieter Burdenski     | 581      | 1     | Alemania |
| 2  | Arnold Schütz        | 540      | 107   | Alemania |
| 3  | Dieter Eilts         | 516      | 15    | Alemania |
| 4  | Karl-Heinz Kamp      | 498      | 38    | Alemania |
| 5  | Marco Bode           | 495      | 135   | Alemania |
| 6  | Horst-Dieter Höttges | 483      | 74    | Alemania |
| 7  | Mirko Votava         | 481      | 21    | Alemania |
| 8  | Oliver Reck          | 453      | 0     | Alemania |
| 9  | Jonny Otten          | 452      | 9     | Alemania |
| 10 | Torsten Frings       | 449      | 52    | Alemania |

#### Máximos goleadores
| #  | Futbolista      | Goles | País          |
| -- | --------------- | ----- | ------------- |
| 1  | Claudio Pizarro | 153   | Perú          |
| 2  | Willi Schröder  | 146   | Alemania      |
| 3  | Frank Neubarth  | 141   | Alemania      |
| 4  | Marco Bode      | 135   | Alemania      |
| 5  | Rudi Völler     | 119   | Alemania      |
| 6  | Uwe Reinders    | 118   | Alemania      |
| 7  | Norbert Meier   | 113   | Alemania      |
| 8  | Arnold Schütz   | 107   | Alemania      |
| 9  | Aílton          | 106   | Brasil        |
| 10 | Wynton Rufer    | 104   | Nueva Zelanda |

## Entrenadores
- Willi Multhaup (1 de julio de 1963 – 30 de junio de 1965)
- Günter Brocker (1 de julio de 1965 – 4 de septiembre de 1967)
- Fritz Langner (9 de septiembre de 1967 – 30 de junio de 1969)
- Fritz Rebell (1 de julio de 1969 – 16 de marzo de 1970)
- Hans Tilkowski (17 de marzo de 1970 – 30 de junio de 1970)
- Robert Gebhardt (1 de julio de 1970 – 28 de septiembre de 1971)
- Willi Multhaup (28 de septiembre de 1971 – 24 de octubre de 1971)
- Sepp Piontek (25 de octubre de 1971 – 30 de junio de 1975)
- Herbert Burdenski (1 de julio de 1975 – 28 de febrero de 1976)
- Otto Rehhagel (29 de febrero de 1976 – 30 de junio de 1976)
- Hans Tilkowski (1 de julio de 1976 – 19 de diciembre de 1977)
- Rudi Assauer (20 de diciembre de 1977 – 31 de diciembre de 1977)
- Fred Schulz (1 de enero de 1978 – 30 de junio de 1978)
- Wolfgang Weber (1 de julio de 1978 – 28 de enero de 1980)
- Rudi Assauer (29 de enero de 1980 – 20 de febrero de 1980)
- Fritz Langner (21 de febrero de 1980 – 30 de junio de 1980)
- Kuno Klötzer 1 de julio de 1980 – 1 de abril de 1981)
- Otto Rehhagel (2 de abril de 1981 – 30 de junio de 1995)
- Aad de Mos (1 de julio de 1995 – 9 de enero de 1996)
- Hans-Jürgen Dörner (14 de enero de 1996 – 20 de agosto de 1997)
- Wolfgang Sidka (21 de agosto de 1997 – 20 de octubre de 1998)
- Felix Magath (22 de octubre de 1998 – 8 de mayo de 1999)
- Thomas Schaaf (9 de mayo de 1999 – 15 de mayo de 2013)
- Wolfgang Rolff (interino, 15 – 25 de mayo de 2013)
- Robin Dutt (1 de junio de 2013 – 25 de octubre de 2014)
- Viktor Skrypnyk (25 de octubre de 2014 – 18 de septiembre de 2016)
- Alexander Nouri (18 de septiembre de 2016 – 30 de octubre de 2017)
- Florian Kohfeldt (30 de octubre de 2017 – 16 de mayo de 2021)
- Thomas Schaaf (16 de mayo de 2021 – 30 de junio de 2021)
- Markus Anfang (1 de julio de 2021 – 20 de noviembre de 2021)
- Ole Werner (28 de noviembre de 2021 – 27 de mayo de 2025)
- Horst Steffen (29 de mayo de 2025 –)

## Afición

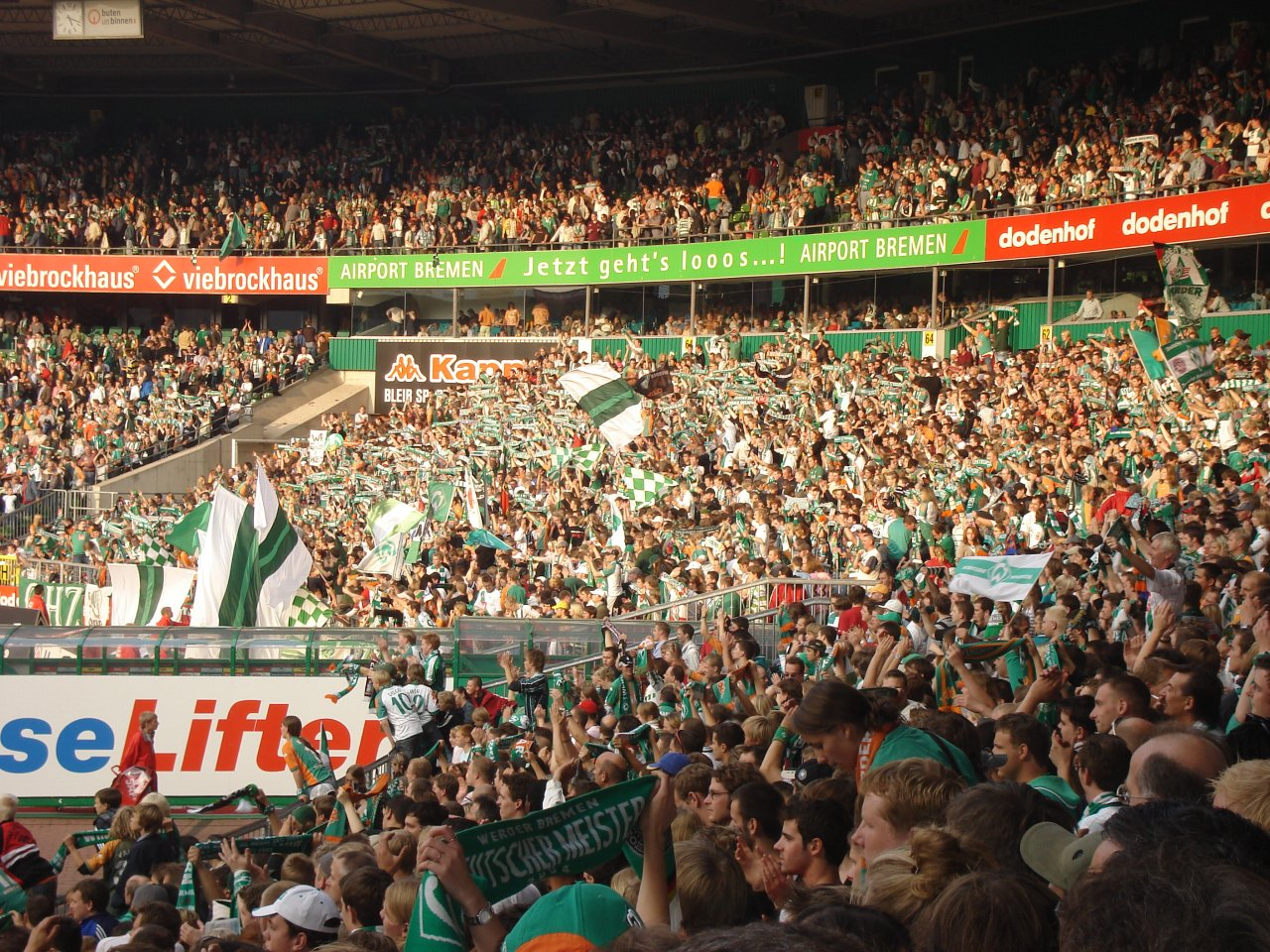
Aficionados en la "Ostkurve", curva este.

La afición del Werder Bremen cuenta con algunos grupos ultras como Recaille Verte o The Infamous Youth, que se suelen situar en la conocida como "Ostkurve" cada partido. Durante un partido de la temporada 2011-12 de la Bundesliga la grada mostró su rechazo hacia la extrema derecha, el nazismo y la xenofobia en el mundo del fútbol. Además de realizar distintos proyectos sociales como la liga de los barrios y actividades con gente con dificultades de la afición del Katamon Jerusalem.

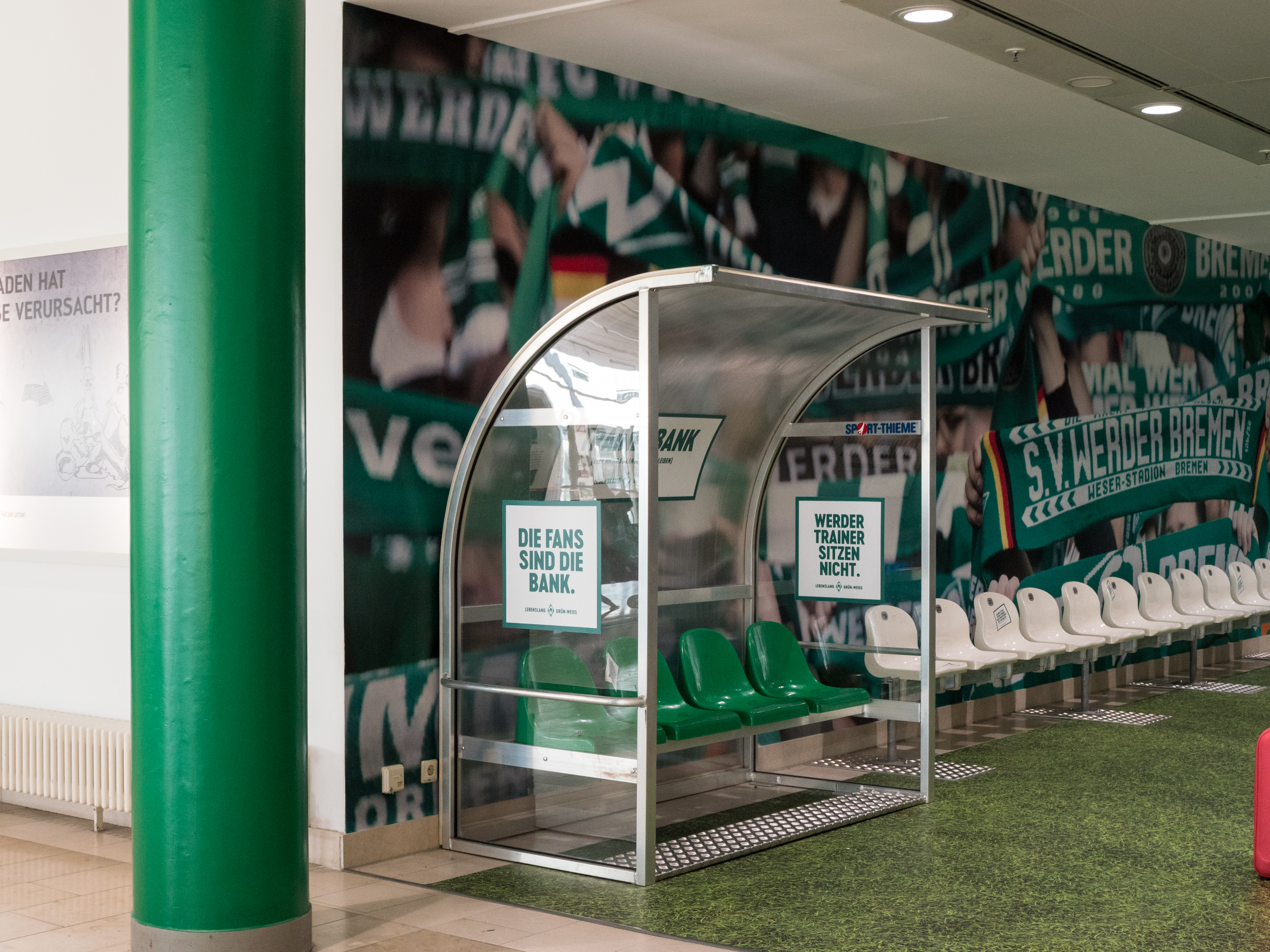
Esquina del ventilador del club en el aeropuerto de Bremen.

El himno oficial del Werder Bremen se conoce como "Lebenslang Grün-Weiß" (Larga vida al verde-blanco). La canción salió por primera vez en 2004 interpretada por Die Original Deutschmacher, y en 2008 se decidió realizar una nueva versión en la que colaboraron los jugadores Diego Ribas y Naldo. También existe un grupo de música llamado Afterburner cuyas canciones, tales como "Wir Sind Werder Bremen" (Somos el Werder Bremen) o "Ehrensache" ('Honor'), son bastante populares entre la afición.

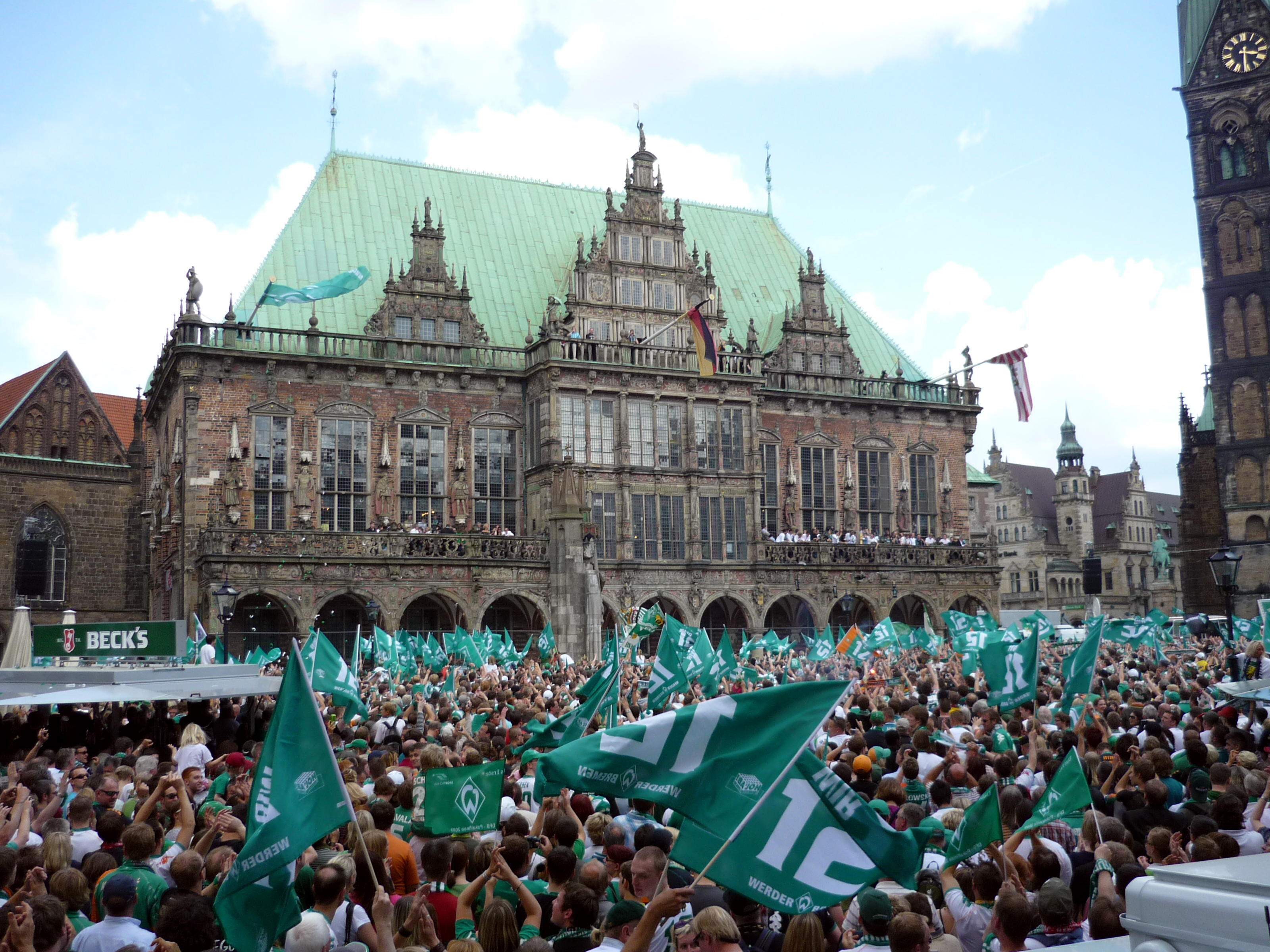
Aficionados del Bremen celebrando el título de la Copa de Alemania 2008-09 en el centro de la ciudad.

Además, al ser uno de los pocos equipos que provienen de ciudades portuarias junto con el Hamburgo y el F.C. San Pauli, cada gol anotado por el equipo es celebrado con el silbato de un barco. La afición lo considera un motivo de orgullo regional, aunque en aficiones rivales suele ser motivo de burla y en ocasiones se les llama Fischköppe ('cabezas de pez') como paralelismo de escasa inteligencia.

## Rivalidades

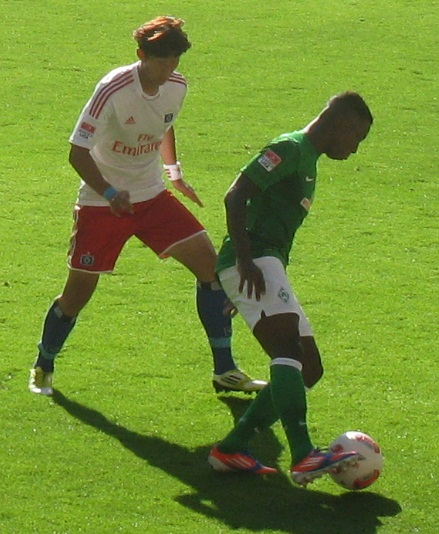
Werder Bremen contra Hamburgo en 2012.

El Werder Bremen tiene una rivalidad desde hace tiempo con el club Hamburgo, dado que también es un equipo importante del norte de Alemania, con el que han tenido importantes roces a lo largo de su historia deportiva, conocido como Derbi del Norte (Nordderby en alemán). También hay animadversión hacia otros clubes, donde destaca en particular el Bayern de Múnich por ser el equipo más laureado del fútbol alemán por delante del Werder Bremen y por la importancia que suelen tener los partidos ante ellos, que generalmente se consideran como uno de los grandes encuentros del país o incluso como el gran clásico de la liga. La rivalidad va más allá de la competencia entre dos clubes de la Bundesliga; esto se debe solo en parte a la ubicación geográfica de los dos clubes en el norte y sur de Alemania y los prejuicios asociados con ellos. El Bremen alcanzó la mitad de sus seis campeonatos de subcampeonato detrás del Múnich, que terminó segundo en tres de los cuatro campeonatos del Bremen. Durante los 80's y principios de los 90's, cuando ambos clubes peleaban regularmente por el título del campeonato alemán, esta relación también se debió a las fuertes antipatías entre los responsables, Uli Hoeneß en el lado de Múnich, Willi Lemke en el lado de Bremen.
Recientmente se ha desarrollado también antipatía hacia el Schalke 04 después de que algunos jugadores importantes decidieran salir del Werder Bremen para marcharse allí por grandes sumas de dinero, como es el caso de Krstajić, Rost o Fabian Ernst, varios encuentros entre el Werder Bremen y el Schalke han sido decisivos para determinar la posición de ambos equipos en la Bundesliga. Además, por este hecho, los seguidores del Werder Bremen tienen gran amistad con los seguidores del Borussia Dortmund.
También mantiene rivalidad con sus dos vecinos cercanos: Hannover 96 y VfB Oldemburgo. Habiendo enfrentado varias veces al Hannover en varios encuentros en la Bundesliga.

## Palmarés
|  | Para más detalles, consultar Trayectoria del Werder Bremen. |

El Werder Bremen es uno de los clubes más exitoso del fútbol alemán por haber ganado cuatro de campeonatos de ligas, 6 copas y 3 supercopas. Los cuatro campeonatos de Bundesliga del Bremen dan derecho al club a exhibir una estrella de oro del Verdiente Meistervereine.

### Torneos nacionales (14)
| Competiciones nacionales          | Títulos                                               | Subcampeonatos                                                 |
| --------------------------------- | ----------------------------------------------------- | -------------------------------------------------------------- |
| Bundesliga (4/7)                  | 1964-65, 1987-88, 1992-93, 2003-04.                   | 1967-68, 1982-83, 1984-85, 1985-86, 1994-95, 2005-06, 2007-08. |
| Copa de Alemania (6/4)            | 1960-61, 1990-91, 1993-94, 1998-99, 2003-04, 2008-09. | 1988-89, 1989-90, 1999-00, 2009-10.                            |
| Copa de la Liga de Alemania (1/2) | 2006.                                                 | 1999, 2004.                                                    |
| Supercopa de Alemania (3/1)       | 1988, 1993, 1994.                                     | 1991.                                                          |
|                                   |                                                       |                                                                |
| Segunda División (1/1)            | 1980-81.                                              | 2021-22.                                                       |

### Torneos internacionales (2)
| Competiciones Internacionales   | Títulos  | Subcampeonatos |
| ------------------------------- | -------- | -------------- |
| Supercopa de Europa (0/1)       |          | 1992.          |
| Recopa de Europa (1/0)          | 1991-92. |                |
| Copa Intertoto de la UEFA (1/0) | 1998.    |                |
| Liga de Europa de la UEFA (0/1) |          | 2008-09.       |

### Palmarés oficial
| Títulos oficiales                                                            | Nacionales | Nacionales | Nacionales | Nacionales            | Europeos | Europeos | Europeos | Europeos | Europeos | Mundiales | Mundiales | Total |
| Títulos oficiales                                                            |            |            |            | SuperCopa de Alemania |          |          |          |          |          |           |           | Total |
| ---------------------------------------------------------------------------- | ---------- | ---------- | ---------- | --------------------- | -------- | -------- | -------- | -------- | -------- | --------- | --------- | ----- |
| S.V. Werder Bremen                                                           | 4          | 6          | 1          | 3                     | -        | -        | 1        | -        | 1        | -         | -         | 16    |
| Datos actualizados a la consecución del último título el 30 de mayo de 2009. |            |            |            |                       |          |          |          |          |          |           |           |       |

### Torneos regionales (4)
| Competiciones regionales    | Títulos                                      | Subcampeonatos                               |
| --------------------------- | -------------------------------------------- | -------------------------------------------- |
| Gauliga Niedersachsen (4/1) | 1933-34, 1935-36, 1936-37, 1941-42. (Récord) | 1934-35,                                     |
| Oberliga Nord (0/5)         |                                              | 1958-59, 1959-60, 1960-61, 1961-62, 1962-63. |

### Torneos amistosos (7)
| Competiciones amistosas      | Títulos     | Subcampeonatos    |
| ---------------------------- | ----------- | ----------------- |
| Trofeo Villa de Madrid (1/0) | 1988.       |                   |
| Copa Fuji (1/3)              | 1990.       | 1986, 1989, 1991. |
| Copa Kirin (2/0)             | 1982, 1986. |                   |
| Liga Total Cup (1/1)         | 2012.       | 2017.             |
| Audi quattro Cup (1/0)       | 2015.       |                   |
| Betway Cup (1/0)             | 2015.       |                   |

Nota: En negrita competiciones vigentes en la actualidad.

## Secciones deportivas

### Werder Bremen (femenino)
El «Werder Bremen (Femenino)» es el único club femenino de fútbol afiliado al S. V. Werder Bremen.

### Atletismo
Hoy en día, el departamento de atletismo dirigido por Christian Schwarten se centra principalmente en promover el talento joven, y los miembros del club participan en finales nacionales e internacionales una y otra vez en el nuevo, en 2007, Michael Kass, que comenzó en el grupo de edad de los jóvenes B, fue designado por primera vez para el equipo nacional alemán de su grupo de edad, además, la asociación organiza eventos benéficos todos los años, como Run for Help.

### Balonmano
El primer equipo femenino es parte de SV Werder Bremen GmbH & Co. Ha estado en la 2ª división desde 2015, también hay 15 equipos juveniles y siete mayores.

### Ajedrez
El primer equipo del departamento de ajedrez del Werder Bremen es parte de SV Werder Bremen GmbH & Co. KGaA, fundado en 2003, y juega en la Bundesliga. El mejor resultado de la temporada maestra ha anotando a Tomi Nybäck con 10 puntos en 13 partidas y Gennady Fish 11.5 desde 13. El segundo equipo de ajedrez juega en la segunda división, hay siete equipos en total.

### Tenis de mesa
Con la conversión de un club de fútbol puro a un club deportivo, se abrió un departamento de tenis de mesa en el club deportivo Werder Bremen desde 1899, el antiguo FV Werder Bremen, que ahora es dirigido por Werner Meyer.

### Gimnasia
El departamento de gimnasia y gimnasia ahora incluye los campos de netball, pelota de rebote y gimnasia sénior. Como el primero de estos deportes, el departamento de baloncesto se fundó en 1949 después de que una solicitud fuera rechazada inicialmente en 1946, además, este departamento se dedica principalmente a los deportes recreativos para niños, jóvenes y adultos. Hoy tiene los miembros más activos atléticamente de todos los departamentos del club.

### Deportes electrónicos
Desde 2018, el Werder Bremen tiene un departamento de deportes electrónicos. El único enfoque aquí está en la simulación de Fútbol FIFA. Desde enero de 2019 el Werder participa con los jugadores Mohammed “MoAuba”, Michael “MegaBit” y Eleftherios “Leftinho” en el Campeonato de Clubes VBL con 22 equipos de 1ª y 2ª división. Werder Bremen ganó el Campeonato alemán aquí en 2019 tanto en la competición por equipos (modo de liga) como en la competición individual (modo de torneo). Allí MegaBit (Xbox) derrotó a su compañero de equipo MoAuba (PlayStation) en una pura "final del Bremen", quienes se habían clasificado para la final al ganar sus respectivos torneos de consolas. En abril de 2019, MoAuba y Megabit fueron los primeros representantes de la recién formada selección nacional alemana de eFootball en la FIFA eNations Cup. Allí fueron eliminados como co-favoritos en la ronda preliminar. En agosto de 2019, MoAuba se convirtió en el primer alemán en ganar la Copa Mundial Interactiva de la FIFA.

## Categorías inferiores

### S.V. Werder Bremen II
El «SV Werder Bremen II», a veces también denominado Werder Bremen Amateure, es el conjunto filial del Werder Bremen. Actualmente juega en la tercera división de fútbol de Alemania, la 3.Liga, a la que ascendió tras la temporada 2006-07 (previamente había jugado en la Regionalliga Nord, campeonato liguero del norte del país). El equipo está dirigido y entrenado por el exjugador Thomas Wolter desde 2002 y juega sus encuentros como local en el Weserstadion Platz 11.